# MetaHash
#MetaHash — Blockchain 4-го поколения, базирующийся на протоколе #TraceChain. Основой проекта является децентрализованная сеть обмена цифровыми активами и платформа для создания децентрализованных приложений, работающих в режиме реального времени.

## Краткое описание
MetaHash — децентрализованная сеть обмена цифровыми активами и платформа для создания децентрализованных приложений, работающих в реальном времени. Сеть #MetaHash масштабируется за счёт мощности имеющихся ресурсов. Проект предназначен для создания единого решения, которое позволит объединить блокчейн в децентрализованную сеть.
Саморегулируемая сеть #MetaHash создает базу для появления ответвления интернета децентрализованных приложений. Они не зависят от своих создателей после запуска и управляются открытым голосованием пользователей или владельцев #MetaHashCoins.

## Структура
- TraceChain

Решение проблемы скорости строится на автоматическом самообучающемся алгоритме маршрутизации сигналов по сети. Начиная работу на скорости 50.000 транзакций в секунду (пропускная способность 100 мегабитного канала) она растет по мере добавления в сеть достаточного количества узлов с более высокой пропускной способностью, формируя ядро основной сети и стабилизируя надежность дополнительных цепей #DataChains, нужных для работы приложений.
- MetaGate

Это open source пользовательский интерфейс для работы с #MetaApps и сетями на протоколе #TraceChain. Сторонние разработчики могут использовать код #MetaGate, встраивая методику работы с сетями #TraceChain/Blockchain и #MetaApps в различные приложения и браузеры.
- MetaApps

Свободные сервера, добавляемые в сеть #MetaHash, используются для работы децентрализованных приложений. Ключевой код (core code) #MetaApps оптимизирует расположение копий приложений исходя из требуемых ресурсов и финансовой мотивации для владельцев серверов, подключенных к сети. Любой разработчик может создать и опубликовать приложение в #MetaApps, а допуск приложений к работе в сети регулируется открытым голосованием владельцев #MetaHashCoin, отражая общечеловеческие ценности всех участников сети.
- MetaHashCoin

Это платёжная валюта системы. #MetaHashCoin используется для оплаты: транзакций, хранения данных, работы приложений, публичных адресов, листинга в #MetaApps, рекламы в #MetaGate и т. д. 3 июня 2018 была признана FINMA как Utility token.

## История создания
В основу технологической части проекта легли наработки компании AdSniper в сфере рекламных технологий, созданные в 2012—2016 годах:
- сетевая библиотека приема сигналов работающая на C++ и способная принимать и отдавать одновременно более 1.000.000 запросов в секунду на один стандартный сервер;
- сетевая библиотека синхронизации сигналов внутри кластера, управляющая гигантскими потоками данных между машинами кластера;
- система машинного обучения, принимающая решения за 10 миллисекунд об ответе на сигнал с учётом мультифакторных взаимосвязей;
- собственный аналог Hadoop подобных систем на C++ для распределенной обработки больших данных.

В 2017 году была создана альфа и бета-версии протокола #TraceChain и объединение с компаниями и людьми в областях международного маркетинга и business development. Были проведены переговоры с экспертами из разных областей (Blockchain, безопасность, торговля на биржах, юридические услуги, PR, финтех), готовыми присоединиться к проекту в качестве консультантов (advisors) и помочь поддерждать запуск проекта в 2018 году.

## Команда

### Основатели проекта
- Глеб Никитин (Co-Founder, Partner, CRO)

Серийный предприниматель с опытом разработки масштабных технологических проектов более 20 лет. Основатель компании AdSniper. Последние 10 лет компания создает высоконагруженные рекламные сети. В багаже компании собственный обработчик Big data, обслуживающий петабайты данных, собственные быстрые NoSQL и SQL базы данных, системы искусственного интеллекта и C++ библиотеки для высоконагруженных сетевых сервисов, обрабатывающие запросы на рекламу от всего интернета.
- Антон Аграновский (Co-Founder, Partner, CBDO)

Agranovsky IT — инвестиционная компания, финансирующая IT-стартапы и сопровождающая рост компаний от идеи до IPO. Основатель Антон Аграновский — инвестор, эксперт, лидер мнений в области создания и развития IT-компаний. Член совета директоров Plastic Media, SMX Communications. В 2008—2017 годах — основатель, президент Destiny Development, одной из первых игровых компаний на российском интернет-рынке, известной как своими собственными разработками, так и локализациями.

### Структура организации
- Технический отдел;
- Отдел маркетинга;
- Business development;
- Контент-отдел;
- Операционная группа;
- Юридический отдел.

### Адвайзеры
- Ян Балина

Один из наиболее известных и влиятельных инвесторов, эдвайзеров и евангелистов в области блокчейна и криптовалют. Имеет свою компанию 100X Advisors.
Является известным крипто-блогером. Согласно обзору, предоставленному командой Яна, #MetaHash получил 5 звёзд из 5.
- Скот Уолкер

Серийный предприниматель и соучредитель ДНК, один из мировых премьеров крипто венчурных фондов. Г-н Уокер является одним из самых знающих и связанных крипто инвесторов в секторе.
- Брок Пирс

Брок был известен во всем мире в амплуа актёра. Тем не менее, актёрскую карьеру он завершил довольно рано, в возрасте всего 17-ти лет, и на смену кино пришла игровая индустрия. В 2000-х годах Пирс построил одну из крупнейших компаний по продаже виртуальных активов, Internet Gaming Entertainment, в которой были трудоустроены тысячи китайских профессиональных геймеров. Таким образом Брок Пирс оказался вовлечен в крипто-индустрию на самых истоках её зарождения.
- Лю Юбо

Лю Цзюйбо является бывшим высокопоставленным дипломатом китайского посольства в Мьянме, он дважды награждён почетным званием «An Excellent Diplomat» (Превосходный дипломат) лично китайским председателем Ху Цзиньтао. Однако на сегодняшний день карьера г-на Цзюйбо стала гораздо более тесно связана с областью информационных технологий, включая Blockchain.
- Христо Тенчев

Христо является соучредителем нескольких крипто и блокчейн проектов, таких как LockChain.co, Bitcoin7 и других. Христо также является основателем XS Software, одной из самых успешных гейминг компаний в Европе с более чем 50 миллионами зарегистрированных игроков по всему миру. Тенчев также принял непосредственное участие в проекте Software University (Softuni.bg), инновационного образовательного ИТ центра, занимающихся разработкой программного обеспечения.

## ICO
Дата старта токенсейла была назначена на 29 июня 2018 года. Общая сумма проданных монет составила 920.000.000 MHC. Окончание токенсейла — 18 августа 2018 года.

## MHC
Сфера применения данного платежного средства достаточно широка. Во-первых, #MHC используются для оплаты транзакций любых активов по фиксированной цене. Во-вторых, как средство финансирования размещения приложений. В-третьих — для хранения данных приложений. и тому подобное.

## MetaApps
В #MetaHash программа, написанная на любом языке программирования под любую операционную систему, сможет стать децентрализованным приложением и работать как с данными из интернета, так и с данными из любого Blockchain. #MetaApps работают в реальном времени как обычные веб-сайты и сервисы, но они децентрализованы, и даже их создатель не может изменить принципы их работы без голосования их пользователей или владельцев их цифровых активов (токенов). #MetaApps — альтернатива Smart Сontracts, которая позволяет децентрализовать любой сервис.
Любой разработчик может превратить своё приложение, написанное на любом языке программирования, в приложение #MetaApp:
- Образ программы и операционной системы загружается в сеть и автоматически запускается на множестве машин в сети;
- Создаются на любом языке программирования включая C++, PHP, Solidity и прочие;
- И под любую ОС. Полностью поддерживают функционал Smart Contracts;
- #MetaApps могут работать с любым Blockchain и просто данными из интернета.

## TraceChain
В #TraceChain используется математическая модель оптимального распространения сигнала по сети. Синхронизация тысяч компьютеров вызывает большую нагрузку на сеть и замедляет её работу. Для решения этой задачи #TraceChain полагается на математические алгоритмы под управлением #TraceChain AI. Все сигналы идут от внешнего радиуса к ядрам. Сигналы синхронизируются внутри множества мощных ядер и расходятся назад по сети. Чем больше машин необходимо синхронизировать между собой одновременно, тем выше нагрузка на сеть в целом. Ядра не статичны и постоянно меняются путем голосования. Добавление сверхмощных компьютеров в сеть не делает их автоматически ядрами, что защищает сеть от захвата. Сегмент ядра сети полностью децентрализован и защищен Trust-алгоритмами, а также перепроверками со стороны внешних радиусов. Работа сегмента ядра сети проверяется и охраняется внешними радиусами.

## Форджинг
В данном проекте вместо классического майнинга используется форджинг. Вознаграждение за форджинг формируется из forging-пула и комиссий за транзакции. Расчет происходит 1 раз в 6 часов при прохождении процедуры формирования блока (трима). Периодичность расчета и начислений может меняться, исходя из технических потребностей по усмотрению команды #MetaHash. В отличие от PoW, сервера для майнинга (forging) #MetaHashCoins не устаревают и эффективность их использования не падает, так как их количество ограничено ставкой монет. Единственное, где будет возникать необходимость улучшения качества оборудования, — это ядро системы (при необходимости масштабирования), но комиссии от транзакций на этом этапе полностью окупят апгрейд.

## MetaGate
MetaGate — это браузер для децентрализованных приложений. Данная программа имеет открытый исходный код, поэтому все разработчики смогут встраивать части её кода в свои приложения и браузеры.
MetaGate состоит из:
- Мультивалютного крипто-кошелька;
- Браузера для работы с децентрализованными приложениями и каталога децентрализованных приложений. Любое децентрализованное приложение, построенное на #MetaHash, может быть доступно не только по стандартному интернет домену, но и через #MetaGate или выделено в отдельную программу.

## Мероприятия
- World Blockchain Summit Moscow (19-20 May)
- Blockchain Forum San Francisco (16-10 June)
- BLOCKCHAIN EXPO EUROPE 2018 (Amsterdam, 27-28 June)
- GameNode (21-22 July)
- World Blockchain Congress in Bahrain (29-30 July)
- #MetaHash organized blockchain tech meetup in Beijing (28 July)
- #MetaHash sponsored Crypto Finance Conference (5-7 September)